# エリザベータ・ステコルニコワ
エリザベータ・ステコルニコワ（Elizaveta Stekolnikova, 1974年4月20日 - ）は、カザフスタンの女性フィギュアスケートアイスダンス選手で、現在はフィギュアスケートコーチ、振付師兼タレント。1994年リレハンメルオリンピック、1998年長野オリンピックアイスダンスカザフスタン代表。1996年第3回アジア冬季競技大会優勝。パートナーはドミトリー・カザルリガとマーク・フィッツジェラルド。

## 経歴
旧ソビエト連邦のモスクワに生まれた。ソビエト連邦崩壊後はカザフスタン所属となり、ドミトリー・カザルリガとカップルを結成して1992-1993年シーズンより国際競技会へ参戦。1993-1994年シーズン、リレハンメルオリンピックに出場し、18位。結果は振るわなかったもののフィギュアスケート競技のカザフスタン選手として初めての出場であった。
1995-1996年シーズンには、ISUグランプリシリーズ（当時の名称はISUチャンピオンシリーズ）に参戦しスケートアメリカでは3位となった。1996年、ハルビンで行われた第3回アジア冬季競技大会で優勝し、同年の世界選手権でも自身最高位となる12位となったが、翌1996-1997年シーズンのスケートアメリカでの棄権以降は下降線を辿った。1997-1998年シーズン、2度目のオリンピックとなった長野オリンピックでは22位に終わった。直後の1998年世界選手権を最後にドミトリー・カザルリガとのカップルを解消し、アメリカ人のマーク・フィッツジェラルドと新たにカップルを結成した。1998-1999年シーズンは1999年世界選手権および1999年四大陸選手権に出場したものの振るわずカップルを解散、のちに引退。引退後はカナダを拠点にフィギュアスケートコーチ兼振付師として活動する傍ら、タレントとしても幅広く活動。

## 主な戦績
- 1997-98までドミトリー・カザルリガとのカップル。
- 1998-99のみマーク・フィッツジェラルドとのカップル。

| 大会/年            | 1992-93 | 1993-94 | 1994-95 | 1995-96 | 1996-97 | 1997-98 | 1998-99 |
| ------------------ | ------- | ------- | ------- | ------- | ------- | ------- | ------- |
| オリンピック       |         | 18      |         |         |         | 22      |         |
| 世界選手権         | 19      | 14      | 13      | 12      | 15      | 22      | 27      |
| 四大陸選手権       |         |         |         |         |         |         | 8       |
| アジア大会         |         |         |         | 1       |         |         |         |
| GPスケートアメリカ |         |         |         | 3       | 棄権    |         |         |
| GPスケートカナダ   |         |         |         | 5       |         | 6       |         |
| GPNHK杯            | 8       | 6       | 7       | 4       |         | 6       |         |
| GPスパルカッセン杯 |         |         |         |         | 6       |         |         |
| KSM                |         |         |         |         |         | 7       |         |
| スケートイスラエル |         |         |         | 3       |         |         |         |